# Heligmonevra macula
Heligmonevra macula là một loài ruồi trong họ Asilidae. Heligmonevra macula được Martin miêu tả năm 1964. Loài này phân bố ở vùng nhiệt đới châu Phi.